# Bas van de Goor
Sebastiaan Jacques Henri "Bas" van de Goor, född 4 september 1971 i Oss, är en nederländsk före detta volleybollspelare.
Han blev olympisk guldmedaljör i volleyboll vid sommarspelen 1996 i Atlanta.